# Morro de Vedell
Morro de Vedell es el nombre de una variedad cultivar de manzano (Malus domestica) Esta manzana está cultivada en la colección de germoplasma de manzanas del CSIC, así mismo también está cultivada en la colección particular de manzanas de Cataluña "El pomari de l'Emili". Esta manzana es originaria de la Comunidad autónoma de Cataluña, zona del Montseny provincia de Barcelona, donde tuvo su mejor época de cultivo comercial antes de la década de 1960.

## Sinónimos
- "Poma Morro de Vedell",[3]
- "Maçana Morro de Vedell",
- "Manzana Morro de Becerro",
- "Manzana Hocico de Becerro",
- "Manzana Morro de Vedell".[7]

## Historia
En la primera mitad del siglo XX, el Valle de Arbucias y Riells del Montseny era conocido como el valle de los manzanos. Se transportaban dentro de serones con camiones hasta Barcelona para venderlas. El espaciamiento en el tiempo de recogida de las diversas variedades de manzanos que aquí se cultivaban, permitía disponer de fruta durante más meses, con una buena conservación en el pajar se comían hasta el verano siguiente y se alimentaba el ganado con los excedentes. Era corriente ver los leñadores con el zurrón lleno de manzanas cuando se dirigían a trabajar al bosque.
'Morro de Vedell' es una variedad de manzana de Cataluña, cuyo cultivo conoció cierta expansión en el pasado, pero que a causa de su constante regresión en el cultivo comercial no conservaban apenas importancia y prácticamente habían desaparecido de las nuevas plantaciones en 1971, así hay variedades tales como 'Camuesa de Llobregat' y 'Manyaga' que constituían en 1960 el 70% de la producción de manzana en la provincia de Barcelona y se encontraba la primera en otras nueve provincias y la segunda en seis y 'Normanda' que estaba muy difundida hasta 1960 entre los viveristas de Aragón (representaba el 25% de la cosecha en la cuenca del Jiloca). En 1971 Puerta-Romero y Veirat sólo encontraron 184 ha de “Manyaga” (el 31% con más de 20 años), 81 ha de “Camuesa de Llobregat” (el 36% con más de 20 años) y ya no citan al cultivar “Normanda”.
'Morro de Vedell' está considerada incluida en las variedades locales autóctonas muy antiguas, cuyo cultivo se centraba en comarcas muy definidas. Se caracterizaban por su buena adaptación a sus ecosistemas y podrían tener interés genético en virtud de su adaptación. Se encontraban diseminadas por todas las regiones fruteras españolas, aunque eran especialmente frecuentes en la España húmeda. Estas se podían clasificar en dos subgrupos: de mesa y de sidra (aunque algunas tenían aptitud mixta).
'Morro de Vedell' es una variedad clasificada como de mesa; difundido su cultivo en el pasado por los viveros comerciales y cuyo cultivo en la actualidad se ha reducido a huertos familiares y jardines privados.

## Características
El manzano de la variedad 'Morro de Vedell' tiene un vigor alto; tubo del cáliz estrecho, pequeño, con los estambres insertos en la mitad.
La variedad de manzana 'Morro de Vedell' tiene un fruto de tamaño medio a pequeño; forma alargada, con contorno irregular, con abombamiento en la zona peduncular y forma más estrecha en cuello de botella y a continuación algo de engrosamiento en la zona calicina lo que le da apariencia de un hocico; piel fina y aromática; con color de fondo amarillo verdoso, importancia del sobre color débil lavado, siendo el color del sobre color rojizo, siendo su reparto en chapa, presentando una chapa color rojizo lavado que cubre una parte de la superficie la que está expuesta al sol, muestra un punteado abundante, mediano, blanquinoso, algunos ruginosos, y una sensibilidad al "russeting" (pardeamiento áspero superficial que presentan algunas var y aromáticaiedades) débil; pedúnculo medio y de grosor fino, anchura de la cavidad peduncular amplia, profundidad cavidad pedúncular profunda, y con una importancia del "russeting" en cavidad peduncular débil; anchura de la cavidad calicina es media, profundidad de la cavidad calicina poco profunda, acusando una corona calicina marcada, y con importancia del "russeting" en cavidad calicina débil; ojo característicamente pequeño y entreabierto; sépalos largos, puntiagudos y vueltos hacia fuera desde por debajo de su mitad dejando en el centro una apertura suavemente pequeña.
Carne de color blanca; textura bastante blanda en la maduración, jugosa; sabor dulce; corazón pequeño, bulbiforme; eje entreabierto; celdas alargadas y cartilaginosas; semillas ovadas y punta aguda.
La manzana 'Morro de Vedell' tiene una época de maduración y recolección tardía, madura en el otoño, en noviembre. Tiene una buena conservación. Se usa como manzana de mesa fresca y posible aplicación como manzana para elaboración de sidra.